# 함평 정씨
함평 정씨(咸平 鄭氏)는 전라남도 함평군을 본관으로 하는 한국의 성씨이다.
전라남도(全羅南道) 함평(咸平)은 함풍(咸豊)과 모평 (牟平) 2현(縣)의 합명(名)이다. 백제(百濟)의 굴내현(屈乃縣)인데 통일신라(統一新羅) 경덕왕(景德王)이 함풍 현(咸豊縣)으로 개칭하였고, 모평현(牟平縣)은 다지현(多只縣)을 다기현(多岐縣)으로 고쳤으며 무안군(務安郡)에 이속되었다가 고려(高麗) 태조(太祖) 때 모평현(牟平縣)으로 하였다. 태종(太宗) 9년(서기 1409년) 함풍현(咸豊縣)과 모평현(牟平縣)을 병합하여 함평(咸平)으로 개칭되었다.

## 역사
함평정씨(咸平鄭氏)의 시조(始祖) 정언겸(鄭彦謙)은 신라(新羅) 6부촌장(六部村長)의 한사람인 지백호(知伯虎)의 38세손이다. 그는 고려(高麗) 때 병부 상서(兵部尙書) · 문하시중(門下侍中)을 역임하였고, 인종(仁宗) 4년(서기 1126년) 이자겸(李資謙) 난 때 모평 (牟平: 함평의 고 호)에 퇴거(退居)하여 후손들이 본관(本貫)을 함평(咸平) 으로 하여 세계(世系)를 이어왔다

## 본관
함평(咸平)은 전라남도 함평군의 지명이다. 선사시대에는 진국, 삼한시대에는 마한에 속하였다. 백제 때 굴내현(屈乃縣 : 또는 屈奈縣) · 다지현(多只縣)에 속하였다. 757년(신라 경덕왕 16) 굴내현은 함풍현(咸豊縣)으로, 다지현은 다기현(多岐縣)으로 개칭되어 무안군에 이속되었다. 고려 태조 때 다기현을 모평현(牟平縣)으로 바꾸었고, 1018년(현종 9) 영광군의 속현이 되었다가 1172년(명종 2) 감무가 파견되었다. 1409년(태종 9) 모평현(牟平縣)과 합하여 함평현으로 개편하였다. 기성(箕城)이라는 별호가 있었다. 1895년(고종 32) 지방제도 개정으로 나주부 함평군이 되었다가, 1896년 전라남도 함평군이 되었다.

## 인구
- 2000년 1,767가구 5,782명
- 2015년 6,338명